# 豐群企業集團
豐群企業集團，又稱豐群集團，是由張國安所創立的企業集團。

## 簡介
豐群企業集團是由張國安所創立，「豐富人群」是豐群企業的創始精神，也是企業命名的依據。該集團以機車製造的三陽工業起家，然後再向外擴展，從事其他投資與經營。該企業集團目前由張宏嘉擔任董事長，負責集團的經營決策管理。

## 集團事業體
豐群企業之主要投資/經營事業，包括：
- 三陽工業－ 張國安先生與友人共同創立，引進日本本田技術合作，為知名汽機車製造商，目前僅為股東並非主要經營決策者。
- 豐群水產－ 張國安先生結合漁業界等友人共同成立，現為全世界最大之鮪魚供應商，在太平洋、大西洋、印度洋等海域設有多個基地，並於2020年併購美國知名鮪魚罐頭公司Bumble Bee。 [1]。
- 來來超商（OK超商）－為台灣國內第四大的連鎖便利商店。
- 來來物流－提供專業倉儲、批發、配送之服務。
- 來來商旅－來來百貨轉型成立商務旅館。
- 喜年來－蛋捲、餅乾、休閒點心食品品牌。
- 美安工業－與瑞典Autoliv合資，生產汽車安全氣囊及安全帶。
- 豐達產業－不動產開發管理公司，並經營商場與商務住宅租賃。

## 外部連結

### 新聞媒體
- . 商周知識庫.   [2016-11-24]. （原始内容存档于2016-11-24）.